# Сагсай
Сагсай (монг. Сагсай) — сомон аймака Баян-Улгий, Монголия.
Административный центр сомона Уужим расположен в 35 километрах от города Улгий и в 1700 километрах от столицы страны Улан-Батора.
Развита сфера обслуживания, имеются дома отдыха, школа, больница.

## Население
Большую часть населения составляют казахи.

## География
Южная часть занята хребтами Алтая, на западе и востоке простирается гора Сагсай. В центральной и северной части находятся долины рек Кобдо-Гол и Сагсай. Есть много озёр ледникового происхождения (Даян и другие). Водятся косули, тарбаганы, зайцы, корсаки, волки, лисы.
Климат резко континентальный. Средняя температура января -20°C, июля +10-11°C, в среднем в год выпадает 400 мм осадков.
Имеются богатые запасы железной руды, стали, строительного сырья.